# Vitsiku
Koordinaten: 59° 21′ N, 27° 14′ O
Vitsiku ist ein Dorf (estnisch küla) in der Landgemeinde Kohtla (Kohtla vald). Es liegt im Kreis Ida-Viru (Ost-Wierland) im Nordosten Estlands.
Das Dorf hat 37 Einwohner (Stand 1. Januar 2010).